# Альби-Сюд
Альби́-Сюд (фр. Albi-Sud) — упразднённый кантон во Франции, находился в регионе Юг-Пиренеи, департамент Тарн. Входил в состав округа Альби.
Код INSEE кантона — 8138. Всего в кантон Альби-Сюд входили шесть коммун, из них главной коммуной являлась Альби.
Кантон был упразднён в марте 2015 года.

## Население
Население кантона на 2006 год составляло 12 949 человек.
| 1962 | 1968 | 1975 | 1982 | 1990 | 1999   | 2006   | 2009 |
| ---- | ---- | ---- | ---- | ---- | ------ | ------ | ---- |
| —    | —    | —    | —    | —    | 12 406 | 12 949 | —    |

## Коммуны кантона
| Коммуна    | Население, чел. (2010) | Почтовый индекс | Код INSEE |
| ---------- | ---------------------- | --------------- | --------- |
| Альби      | 6634                   | 81000           | 81004     |
| Карлюс     | 665                    | 81990           | 81059     |
| Ле-Секестр | 1543                   | 81990           | 81284     |
| Пюигузон   | 2916                   | 81990           | 81218     |
| Руфьяк     | 569                    | 81150           | 81232     |
| Сальес     | 781                    | 81990           | 81274     |